# Anadarko (Oklahoma)
Anadarko er en amerikansk by og admistrativt centrum i det amerikanske county Caddo County, i staten Oklahoma. I 2000 havde byen et indbyggertal på 6.645.

## Ekstern henvisning
- Anadarkos hjemmeside Arkiveret 11. maj 2012 hos  Wayback Machine (engelsk)

35°04′09″N 98°14′46″V / 35.0692°N 98.2461°V